# Durian Depun
Durian Depun is een bestuurslaag in het regentschap Kepahiang van de provincie Bengkulu, Indonesië. Durian Depun telt 3298 inwoners (volkstelling 2010).